# Парламентские выборы в Швеции (2018)
Парламентские выборы в Швеции состоялись 9 сентября 2018 года, на них были избраны 349 депутатов Риксдага.

## Контекст

### Политический кризис 2014 года
После двух месяцев работы правительства премьер-министр Стефан Левён объявил о досрочных выборах.
Это произошло после того, как левое правительство Лёвена, не обладающее большинством в парламенте, проиграло голосование по бюджету (182 проголосовало «против», и только 153 — «за»), из-за того что фракция Шведских демократов голосовала вместе с оппозиционным Альянсом за Швецию.
Однако 26 декабря 2014 года было подписано соглашение между социал-демократами, зелеными, консерваторами, либералами, центристами и христианскими демократами, чтобы обеспечить политическую стабильность как минимум до 2022 года; соглашение включало два основных положения:
- Кандидат на пост премьер-министра, который соберёт наибольшую поддержку, будет избран. Это касается как действующих, так и новых кандидатов на пост премьер-министра.
- Правительство меньшинства может внести проект бюджета, который может быть принят, а партии подписавшие соглашение, воздержатся при голосовании.

После переговоров внеочередные выборы отменены 27 декабря 2014 года. 9 октября 2015 года Партия христианских демократов вышла из соглашения, однако правительство дожило до следующих очередных выборов.

### Школьная забастовка Греты Тунберг
20 августа 2018 года Грета Тунберг начала забастовку у здания Риксдага сроком на 21 день — до выборов в шведский парламент. Грета сидела на корточках рядом с плакатом «Школьная забастовка в защиту климата» и отказалась ходить в школу, пока политики не обратят внимание на засуху и лесные пожары в Швеции. 8 сентября 2018 года (за день до выборов) Тунберг перешла на новый протестный формат — каждую пятницу она призывала сверстников участвовать в протесте.
Выступление Тунберг вызвало критику. Журналист Штеффен Трумпф рассказал о Тунберг:

Я впервые брал интервью у Греты Тунберг в сентябре 2018-го в Стокгольме, и, знаете, она была совсем иной. Очень застенчивая девочка, много не говорила. Было видно: ей некомфортно, она не любит быть на публике, даже асоциальна…

Я не мог не обратить внимание, что она часто смущается, краснеет, не сразу готова отвечать, долго строит фразы… Для того, кто так говорит, её громкие речи слишком уж хороши. Попросту говоря, они явно кем-то составлены…

## Партии

### Представленные в Риксдаге
Социал-демократы (швед. Socialdemokraterna) (S) — старейшая и крупнейшая политическая партия в Швеции. Имеет 100 мест в Риксдаге из 349-и. Является основным компонентом действующего кабинета, в котором она работает вместе с Партией зелёных. Её нынешний лидер Стефан Лёвен является действующим премьер-министром Швеции с 3 октября 2014 года, и заявил, что будет переизбираться.
Умеренная коалиционная партия (швед. Moderaterna) (M) — вторая по величине партия в Риксдаге (84 места из 349). С 2006 по 2014 год была правящей партией, а её тогдашний лидер Фредрик Райнфельдт занимал пост премьер-министра. Партия участвует наряду с тремя другими партиями в политической коалиции «Альянс»; все четыре партии будет стремиться вернуться к власти вместе. Альянс имеет больше депутатов, чем правительственные партии, однако находится в оппозиции. Райнфельдт подал в отставку с должности лидера партии после восьми лет на посту премьер-министра, его преемником на посту лидера 10 января 2015 года стала Анна Кинберг Батра. Спустя два года из-за низкого рейтинга партии она ушла в отставку. Кинберг Батра объявила о своей отставке на утренней пресс-конференции 25 августа 2017 года. Бывший премьер-министр и лидер Умеренной коалиционной партии Карл Бильдт был предложен в качестве замены, но он отказался от предложения. В итоге Ульф Кристерссон был избран лидером партии на партийной конференции 1 октября 2017 года.
Шведские демократы (швед. Sverigedemokraterna) (SD) — третья по величине парламентская партия (49 мест из 349). (SD) На выборах в 2014 году партия увеличила свое представительство в Риксдаге на 29 мест, став третьей по величине. Партию с 2005 года возглавляет Йимми Окессон. Другие партии неоднократно заявляли об отказе от сотрудничества со Шведскими демократами из-за враждебного отношения партии к иммигрантам, Евросоюзу и НАТО.
Партия зелёных (швед. Miljöpartiet de Gröna) (MP) — четвёртая по величине парламентская партия (25 мест из 349). Партия зелёных вместе с социал-демократами образует правящую коалицию. Это единственная шведская партия, имеющая двух руководителей: Густав Фридолин (с 2011 года), занимающий должность министра образования, и Изабелла Левин (с 2016 года), министр международного развития и сотрудничества.
Партия Центра (швед. Centerpartiet) (C) — пятая по величине партия в Риксдаге (22 места из 349). Была частью кабинета Райнфельдта с 2006 по 2014 год, в настоящее время входит в Альянс. Партию Центра с 2011 года возглавляет Анни Лёф. По некоторым вопросам она сотрудничает с социал-демократами.
Левая партия (швед. Vänsterpartiet) (V) — шестая по величине партия Риксдага (21 место из 349). Её тогдашним лидером являлся Юнас Шёстедт. Он отметил, что партия стремится к участию в будущем красно-зеленом коалиционном правительстве. Левая партия не является частью действующего правительства, поскольку ей не было предложено участвовать в этом кабинете после выборов 2014 года, но поддерживает его своими голосами.
Либералы (швед. Liberalerna) (L) — седьмая по величине парламентская партия (19 мест из 349). Входила в правительство Райнфельдта с 2006 по 2014 год, является членом Альянса. Либералов с 2007 года возглавляет Ян Бьёрклунд, его руководство всё чаще критикуют в партии.
Христианские демократы (швед. Kristdemokraterna) (KD) — восьмая по величине партия (16 мест из 349), входит в Альянс. С 2015 года во главе партии стоит Эбба Буш Тор. По данным социологических опросов, существует значительный риск того, что партия не сможет пройти в Риксдаг после следующих выборов.

### Внепарламентские
Феминистская инициатива (швед. Feministiskt Initiative) (FI) — не имеет представительства в Риксдаге, но представлена в Европарламенте. Имеет рейтинг 1-2 %
Есть шансы преодолеть 4 % барьер для прохождения в парламент у Пиратской партии (швед. Piratpartiet), она была представлена в Европарламенте в 2009—2014 году.
Альтернатива для Швеции (швед. Alternativ för Sverige) — была сформирована из бывших членов партии Шведские демократы, исключённых из неё. Партию возглавляет Густав Кассельстранд.

## Избирательная система
Шведский Риксдаг состоит из 349 депутатов, и все избираются на основе пропорционального представительства по многомандатным партийным спискам, которые либо состоят из региональных групп (большинство крупных участников) или без разделения на группы (демократы Швеции). Шведская Конституция (1-я часть 4-го параграфа) говорит о том, что Риксдаг отвечает за налогообложение и законы, и 1-я часть 6-го параграфа говорит о том, что правительство несет ответственность перед Риксдагом. Это означает, что Швеция — конституционная парламентская монархия . Для выборов партии нужно преодолеть 4 % на национальном уровне или 12 % или более в пределах избирательного округа. Тайное голосование не предусмотрено.

## Результаты

Результаты по альянсам

| |                             |           |      |       |     |  |  |  |  |
| Партия | Партия                      | Голоса    | %    | Места | +/- |  |  |  |  |
| Социал-демократы | S                           | 1,830,386 | 28.3 | 100   | -13 |  |  |  |  |
| Умеренная коалиционная партия                                                                                                | M                           | 1,284,698 | 19.8 | 70    | -14 |  |  |  |  |
| Шведские демократы | SD                          | 1,135,627 | 17.5 | 62    | +13 |  |  |  |  |
| Партия Центра | C                           | 557,500   | 8.6  | 31    | +9  |  |  |  |  |
| Левая партия | V                           | 518,454   | 8.0  | 28    | +7  |  |  |  |  |
| Христианские демократы | KD                          | 409,478   | 6.3  | 22    | +6  |  |  |  |  |
| Либералы | L                           | 355,546   | 5.5  | 20    | +1  |  |  |  |  |
| Партия зелёных | MP                          | 285,899   | 4.4  | 16    | -9  |  |  |  |  |
| |                             |           |      |       |     |  |  |  |  |
| Феминистская инициатива | FI                          | 29,665    | 0.5  | 0     | ±0  |  |  |  |  |
| Альтернатива для Швеции | AFS                         | 20,290    | 0.3  | 0     |     |  |  |  |  |
| Пиратская партия | PP                          | 7,326     | 0.1  | 0     | ±0  |  |  |  |  |
| Северное движение сопротивления                                                                                              | NMR                         | 2,106     | 0.03 | 0     |     |  |  |  |  |
| |                             |           |      |       |     |  |  |  |  |
| Красно-зелёные (S+MP+V) | Красно-зелёные (S+MP+V)     | 2,634,739 | 40.7 | 144   | -15 |  |  |  |  |
| Альянс за Швецию (M+C+L+KD)                                                                                                  | Альянс за Швецию (M+C+L+KD) | 2,607,222 | 40.3 | 143   | +2  |  |  |  |  |
| Шведские демократы (SD) | Шведские демократы (SD)     | 1,135,627 | 17.5 | 62    | +13 |  |  |  |  |
| |                             |           |      |       |     |  |  |  |  |
| Недействительные бюллетени                                                                                                   | Недействительные бюллетени  | 58,546    | -    | -     | -   |  |  |  |  |
| Всего | Всего                       |           | 100  | 349   | 0   |  |  |  |  |
| Зарегистрировано/явка | Зарегистрировано/явка       |           | 87.1 | -     | -   |  |  |  |  |
| Источник: SVT Архивная копия от 10 сентября 2018 на Wayback Machine VAL Архивная копия от 17 декабря 2018 на Wayback Machine |                             |           |      |       |     |  |  |  |  |